# L'Évêque (nouvelle)
Pour les articles homonymes, voir L'Évêque.
L'Évêque ou L'Archevêque ou Monseigneur (en russe : Архиерей, Arkhiyerey) est l'avant-dernière nouvelle de l'écrivain russe Anton Tchekhov ; elle est parue en 1902.

## Historique
La nouvelle paraît le 23 mars 1902  dans La Revue pour tous.

## Personnage
- Monseigneur Piotr :  « l'évêque », las de sa vie rythmée par les offices.

## Résumé
Monseigneur Piotr est un vieil ecclésiastique sur le point de mourir. Pendant la Semaine sainte, alors qu'il est malade depuis quelques jours, il essaie de renouer avec sa mère, qu'il n'a plus vue depuis plusieurs années. Celle-ci, trop intimidée par le titre de son fils, n'arrive plus à lui témoigner son amour.

## Éditions
: document utilisé comme source pour la rédaction de cet article.
- (ru + fr) Anton Tchekhov (trad. Vladimir Volkoff), Monseigneur [« Архиерей »], Paris, Le Livre de poche, coll. « Biblio Romans » (no 672),‎ janvier 1992 (1re éd. 1992), 153 p.
- (ru + fr) Anton Tchekhov (trad. Édouard Parayre et Lily Denis), L'Évêque : in Œuvres, tome III [« Архиерей »], Paris, Gallimard, coll. « Bibliothèque de la Pléiade » (no 223),‎ 27 janvier 1971, 1056 p. (ISBN 978-2-07-010628-8)
- (ru + fr) Anton Tchekhov (trad. Édouard Parayre et Lily Denis, préf. Roger Grenier), L'Évêque : in La Steppe - Salle 6 - L'Évêque [« Архиерей »], Paris, Gallimard, coll. « Folio classique » (no 3847),‎ 25 avril 2003 (réimpr. 2008, 2012), 304 p. (ISBN 978-2-07-042576-1)
- (ru + fr) Anton Tchekhov (trad. Édouard Parayre et Lily Denis, préf. Roger Grenier), L'Évêque : in La Dame au petit chien - L'Évêque - La Fiancée [« Архиерей »], Paris, Gallimard, coll. « Folio bilingue » (no 31),‎ 3 avril 2010, 192 p. (ISBN 978-2-07-038608-6)